# 林斤澜
林斤澜（1923年6月1日—2009年4月11日），男，浙江温州人，中國短篇小说作家。曾任《北京文学》主编，中国作协北京分会副主席等，2007年北京作协为他颁发了“终身成就奖”。